# إذخر كثيف الأزهار
إذخر كثيف الأزهار (الاسم العلمي:Cymbopogon densiflorus) هو نوع من النباتات يتبع جنس الإذخر من الفصيلة النجيلية.